# Vicolungo
Vicolungo är en ort och kommun i provinsen Novara i regionen Piemonte i Italien. Kommunen hade 876 invånare (2018).